# Jaltakonferensen
Jaltakonferensen var ett politiskt toppmöte mellan de allierade under andra världskriget, hållen i Livadiapalatset vid Jalta på halvön Krim i dåvarande Sovjetunionen den 4-11 februari 1945. USA, Storbritannien och Sovjetunionen representerades av Franklin D. Roosevelt, Winston Churchill och Josef Stalin.
Med på Jaltakonferensen var också de respektive ländernas utrikesministrar samt rådgivare till Roosevelt, Churchill och Stalin.
Mötet fattade beslut att demokratiska val skulle hållas i Tyskland och de befriade länderna i Centraleuropa efter kriget. De sovjetunderstödda regeringarna i Polen och Jugoslavien skulle ombildas med större demokratiskt stöd. Sovjetunionen höll dock inte löftet om demokratiska val. Länderna som kom att hamna i den sovjetiska intressesfären såg Jaltakonferensen som ett svek från de allierades sida, även om det var ett brott mot överenskommelsen av Stalin.[källa behövs]
Tyskland skulle efter segern delas i fyra ockupationszoner och avkrävas skadestånd. Polens östra gräns skulle följa den fiktiva Curzonlinjen. Detta medförde stora territorie- och naturtillgångsförluster för landet. Polen skulle därför "kompenseras" för de östliga landförlusterna med delar av Tyskland (se Potsdamkonferensen). Sovjetunionen lovade i en hemlig överenskommelse att tre månader efter Tysklands kapitulation gå i krig mot Japan och Sovjetunionen fick Kurilerna som kompensation. Detta löfte skulle dock uppfyllas och Sovjetunionen invanderade Manchuriet 8 augusti.
Under mötet diskuterades också det framtida Förenta nationerna och vid mötet bestämdes att segerstaterna (Frankrike, Storbritannien, USA och Sovjetunionen) skulle få vetorätt i säkerhetsrådet, samt att Ukraina och Vitryssland skulle få egna platser i generalförsamlingen. Organisationen skulle bildas i San Francisco.